# Ragnar Lilja
Ragnar Lilja, född 21 februari 1895 i Heinola, död 3 februari 1974, var en finländsk borgmästare.
Lilja, som var son till postförvaltare E.A. Lilja och Fanny Lackström, blev student 1912, utdimitterades från högre svenska handelsläroverket 1914, avlade rättsexamen 1920 och blev vicehäradshövding 1923. Han blev kronolänsman i Lochteå 1924, i Nykarleby 1924, var tillförordnad häradsskrivare i Lappo härad 1926–1929 och tillförordnad kronofogde i samma härad 1928–1929, kronofogde i Pedersöre härad 1929–1943 och borgmästare i Jakobstad 1943–1965. Han var landshövdingens ombud i statsskattenämnden i Nykarleby 1925–1930, ordförande i statens skattenämnd i Jakobstad 1936–1950 samt förrättade ting och förvaltade domarämbetet i Salo och Nykarleby domsagor i olika repriser 1920–1929.